# Magister militum
Magister militum (ungefär "soldaternas ledare", "härens mästare") var en militär titel som användes i det sena romerska riket efter Konstantin den store och avsåg en betydande militär befälhavare som Stilicho, Ricimer eller Odovakar. Titeln förekommer ofta tillsammans med namnet på en romersk provins, till exempel Magister militum per Thracias, "Härmästare i Thrakien".